# Премия Ассоциации кинокритиков Лос-Анджелеса за лучшую мужскую роль второго плана
Премия Ассоциации кинокритиков Лос-Анджелеса за лучшую мужскую роль второго плана (англ. Los Angeles Film Critics Association Award for Best Actor) — американская кинематографическая награда, ежегодно присуждаемая Ассоциацией кинокритиков Лос-Анджелеса актёрам за выдающееся исполнение роли второго плана в фильме.

## Лауреаты

### 1970-е
| Год  | Актёр           | Русское название фильма                    | Оригинальное название фильма              | Роль                 | Прим. |
| ---- | --------------- | ------------------------------------------ | ----------------------------------------- | -------------------- | ----- |
| 1977 | Джейсон Робардс | «Джулия»                                   | Julia                                     | Дэшил Хэммет         | [ 1 ] |
| 1978 | Роберт Морли    | «Кто убивает великих европейских поваров?» | Who Is Killing the Great Chefs of Europe? | Максимилиан Вандевир | [ 2 ] |
| 1979 | Мелвин Дуглас   | «Будучи там»                               | Being There                               | Бенджамин Рэнд       | [ 3 ] |

### 1980-е
| Год  | Актёр         | Русское название фильма | Оригинальное название фильма | Роль               | Прим.  |
| ---- | ------------- | ----------------------- | ---------------------------- | ------------------ | ------ |
| 1980 | Тимоти Хаттон | «Обыкновенные люди»     | Ordinary People              | Конрад Джарретт    | [ 4 ]  |
| 1981 | Джон Гилгуд   | «Артур»                 | Arthur                       | Хобсон             | [ 5 ]  |
| 1982 | Джон Литгоу   | «Мир по Гарпу»          | The World According to Garp  | Роберта Малдун     | [ 6 ]  |
| 1983 | Джек Николсон | «Язык нежности»         | Terms of Endearment          | Гарретт Бридлав    | [ 7 ]  |
| 1984 | Адольф Сизар  | «История солдата»       | A Soldier’s Story            | сержант Уотерс     | [ 8 ]  |
| 1985 | Джон Гилгуд   | «Беспокойное сердце»    | Plenty                       | сэр Леонард Дарвин | [ 9 ]  |
| 1986 | Деннис Хоппер | «Синий бархат»          | Blue Velvet                  | Фрэнк Бут          | [ 10 ] |
| 1987 | Морган Фримен | «Уличный парень»        | Street Smart                 | Лео Смоллз         | [ 11 ] |
| 1988 | Алек Гиннесс  | «Крошка Доррит»         | Little Dorrit                | Уильям Доррит      | [ 12 ] |
| 1989 | Дэнни Айелло  | «Делай как надо!»       | Do the Right Thing           | Сэл                | [ 13 ] |

### 1990-е
| Год  | Актёр             | Русское название фильма         | Оригинальное название фильма | Роль                     | Прим.  |
| ---- | ----------------- | ------------------------------- | ---------------------------- | ------------------------ | ------ |
| 1990 | Джо Пеши          | «Славные парни»                 | Goodfellas                   | Томми Де Вито            | [ 14 ] |
| 1991 | Майкл Лернер      | «Бартон Финк»                   | Barton Fink                  | Джек Липник              | [ 15 ] |
| 1992 | Джин Хэкмен       | «Непрощённый»                   | Unforgiven                   | «Маленький Билл» Даггетт | [ 16 ] |
| 1993 | Томми Ли Джонс    | «Беглец»                        | The Fugitive                 | Сэмюел Джерард           | [ 17 ] |
| 1994 | Мартин Ландау     | «Эд Вуд»                        | Ed Wood                      | Бела Лугоши              | [ 18 ] |
| 1995 | Дон Чидл          | «Дьявол в синем платье»         | Devil in a Blue Dress        | Маус Александр           | [ 19 ] |
| 1996 | Эдвард Нортон     | «Все говорят, что я люблю тебя» | Everyone Says I Love You     | Холден Спенс             | [ 20 ] |
| 1997 | Бёрт Рейнольдс    | «Ночи в стиле буги»             | Boogie Nights                | Джек Хорнер              | [ 21 ] |
| 1998 | Билл Мюррей       | «Академия Рашмор»               | Rushmore                     | Херман Блюм              | [ 22 ] |
| 1998 | Билли Боб Торнтон | «Простой план»                  | A Simple Plan                | Джейкоб Митчелл          | [ 22 ] |
| 1999 | Кристофер Пламмер | «Свой человек»                  | The Insider                  | Майк Уоллес              | [ 23 ] |

### 2000-е
| Год  | Актёр             | Русское название фильма      | Оригинальное название фильма  | Роль             | Прим.  |
| ---- | ----------------- | ---------------------------- | ----------------------------- | ---------------- | ------ |
| 2000 | Уиллем Дефо       | «Тень вампира»               | Shadow of the Vampire         | Макс Шрек        | [ 24 ] |
| 2001 | Джим Бродбент     | «Айрис»                      | Iris                          | Джон Бэйли       | [ 25 ] |
| 2002 | Крис Купер        | «Адаптация»                  | Adaptation.                   | Джон Ларош       | [ 26 ] |
| 2003 | Билл Найи         | «Так называемый»             | AKA                           | дядя Луи Гриффин | [ 27 ] |
| 2004 | Томас Хейден Чёрч | «На обочине»                 | Sideways                      | Джек             | [ 28 ] |
| 2005 | Уильям Хёрт       | «Оправданная жестокость»     | A History of Violence         | Ричи Кьюсак      | [ 29 ] |
| 2006 | Майкл Шин         | «Королева»                   | The Queen                     | Тони Блэр        | [ 30 ] |
| 2007 | Влад Иванов       | «4 месяца, 3 недели и 2 дня» | 4 luni, 3 săptămâni şi 2 zile | господин Бебе    | [ 31 ] |
| 2008 | Хит Леджер        | «Тёмный рыцарь»              | The Dark Knight               | Джокер           | [ 32 ] |
| 2009 | Кристоф Вальц     | «Бесславные ублюдки»         | Inglourious Basterds          | Ганс Ланда       | [ 33 ] |

### 2010-е
| Год  | Актёр                  | Русское название фильма       | Оригинальное название фильма | Роль            | Прим.  |
| ---- | ---------------------- | ----------------------------- | ---------------------------- | --------------- | ------ |
| 2010 | Нильс Ареструп         | «Пророк»                      | Un prophète                  | Цезарь Лучиани  | [ 34 ] |
| 2011 | Кристофер Пламмер      | «Начинающие»                  | Beginners                    | Хэл Филдс       | [ 35 ] |
| 2012 | Дуайт Хенри            | «Звери дикого Юга»            | Beasts of the Southern Wild  | Уинк            | [ 36 ] |
| 2013 | Джеймс Франко          | «Отвязные каникулы»           | Spring Breakers              | Пришелец        | [ 37 ] |
| 2013 | Джаред Лето            | «Далласский клуб покупателей» | Dallas Buyers Club           | Рэйон           | [ 37 ] |
| 2014 | Джонатан Кимбл Симмонс | «Одержимость»                 | Whiplash                     | Терренс Флетчер | [ 38 ] |
| 2015 | Майкл Шеннон           | «99 домов»                    | 99 Homes                     | Рик Карвер      | [ 39 ] |
| 2016 | Махершала Али          | «Лунный свет»                 | Moonlight                    | Хуан            | [ 40 ] |
| 2017 | Уиллем Дефо            | «Проект „Флорида“»            | The Florida Project          | Бобби Хикс      | [ 41 ] |
| 2018 | Стивен Ён              | «Пылающий»                    | 버닝                         | Бен             | [ 42 ] |
| 2019 | Сон Кан Хо             | «Паразиты»                    | 기생충                       | Ким Ки Тхэк     | [ 43 ] |

## Статистика
2 победы
- Джон Гилгуд (1981, 1985)
- Кристофер Пламмер (1999, 2011)
- Уиллем Дефо (2000, 2017)